# Translocació cromosòmica

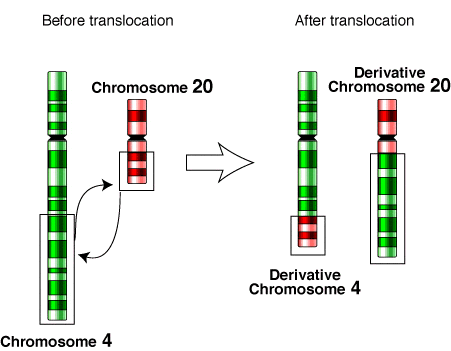
Translocació cromosòmica del 4t i 20è cromosoma.

Una translocació cromosòmica és una mutació cromosòmica que es dona quan un fragment d'un cromosoma passa a formar part d'un altre cromosoma no homòleg.
Les translocacions tenen lloc amb una freqüència d'1 de cada 1000 nounats.
En aquest tipus de mutació cromosòmica no hi ha guany o pèrdua de material, i per això no solen ser patològiques. Sí que ho poden ser si els punts de ruptura interrompen alguna seqüència codificant. La descendència, però, pot heretar bé la còpia del cromosoma que està sana, com la còpia del cromosoma en el qual hi manca o hi sobra un tros (que va o ha anat a parar a un altre cromosoma) i això sí que sol ser patològic.

## Tipus de translocacions
Se'n han descrit tres tipus:
- Recíproques: Dos cromosomes no homòlegs s'intercanvien un fragment cromosòmic d'una determinada mida.
- No recíproques (transposicions): Un tros d'un parell cromosòmic passa a formar part d'un altre parell cromosòmic però sense intercanvi.
- Robertsonianes: El braç llarg d'un cromosma es desplaça amb un altre cromosoma acrocèntric. La majoria de translocacions d'aquest tipus impliquen al cromosoma 14 i al 21. Normalment són d'origen matern.

Segons si hi ha o no un desequilibri d'informació:
- Equilibrades o balancejades:La informació és la mateixa però en diferents ubicacions, no serà patològica.
- Desequilibrades: com ja s'ha comentat la descendència pot rebre un cromosoma on bé hi falti o hi sobri informació fet que dona lloc en cada cas a monosomies o trisomies que seran patològiques.